# Navicat
Navicatは、MySQL、MariaDB、Redis、MongoDB、Oracle、SQLite、PostgreSQL、Microsoft SQL Server、Snowflakeに対応した、Premium CyberTech社製のグラフィカルなGUIでデータベース管理と開発が行えるソフトウェアシリーズです。エクスプローラーのようなグラフィカルユーザーインターフェイスを備え、ローカルデータベースとリモートデータベースに対する複数のデータベース接続をサポートします。その設計は、データベース管理者やプログラマーから、クライアントにサービスを提供しパートナーと情報を共有する様々なビジネス／企業に至るまで、様々な対象者のニーズを満たすように作られています。

## 歴史
初期バージョンの主な目標は、MySQLインストールの管理を簡素化することでした。2008年、Navicat for MySQLは、Hong Kong ICT 2008 Award of the Year、Best Business Grand Award、Best Business (Product) Gold Awardを受賞しました。

## サポートされているプラットフォームと言語
Navicatはクロスプラットフォームツールであり、Microsoft Windows、Mac OS X、およびLinuxプラットフォームで動作します。ユーザーは、購入時に、ユーザーは13の言語からソフトウェアの言語を選択することができます。 （英語、フランス語、ドイツ語、スペイン語、日本語、ポーランド語、ロシア語、韓国語、インドネシア語、タイ語、マレー語、簡体字中国語、繁体字中国語に対応）

## バージョン

### スタンドアロンバージョン
2002年3月に正式にリリースされ、Navicat for MySQLのWindowsバージョンは、PremiumSoftによって一般に提供される最初の製品になりました。その後、同社は、2003年6月と10月に、Mac OS XとLinuxオペレーティングシステムのNavicat for MySQLの2つの追加バージョンをそれぞれリリースしました。2013年11月に、MariaDBのサポートが追加されました。PremiumSoftは、2005年10月にWindows用のNavicat for PostgreSQLをリリースし、2006年6月にMac OS X用のNavicat for PostgreSQLをリリースし、Navicatシリーズの拡張を続けました。Navicat for PostgreSQLのLinuxバージョンは、3年後の2009年8月までリリースされませんでした。2008年8月、Navicatは製品ラインをさらに継続し、Oracleコミュニティに進出し、WindowsおよびMac用のNavicat for Oracleを作成することを決定しました。翌年8月には、Linuxプラットフォーム用のバージョンを追加しました。NavicatのOracleバージョンは、ディレクトリ、テーブルスペース、シノニム、マテリアライズドビュー、トリガー、シーケンス、タイプなどの最新のOracleオブジェクト機能のほとんどをサポートしています。Navicat for SQLiteは、2009年4月にWindowsとMac OS X用が同時にリリースされ、その2か月後の同年6月にLinuxバージョンがリリースされました。2010年4月、Navicat Premiumのユーザビリティを高めるために、Navicat Premiumにバージョン 9からNavicat for SQLiteが含まれるようになりました。Navicat for SQL Serverは、2010年11月にWindowsプラットフォームおよびMac OS X用にリリースされました。また、このリリース時に、SQL ServerバージョンがNavicatのPremiumバージョンに追加されました。2011年1月には、SQL Azureのサポートが追加されました。Navicat for MariaDBは、Windows、Mac OS X、Linux用に2013年11月にリリースされました。また、このリリース時に、MariaDBバージョンがNavicat PremiumとNavicat for MySQLの両方に追加されました。
2018年に、NavicatはNoSQLデータベースのサポートを開始しました。MongoDBは現在、Navicatがサポートするサーバーのリストに追加された最新のサーバーです。Navicat for MongoDBと呼ばれる新しい製品ラインは、Windows、Mac OS X、Linux用に2018年7月にリリースされました。MongoDB管理のためのネイティブ環境を提供し、MapReduce、GridFS Bucketsなどの追加機能をサポートします。また、このリリース時には、MongoDBバージョンがNavicat Premiumに追加されました。
2023年5月に、Navicat for Redisがリリースされました。Key-Valueデータビューワー、Pub/Sub機能、コマンドモニター、バックアップと復元などを提供します。
Navicat for Snowflakeは2025年3月に正式にリリースされました。このバージョンでは、高度なクエリ構築、直感的なデータ可視化、シームレスなデータ移行ツールなど、Snowflakeデータベースの管理に特化した機能が強化されています。

### Navicat Premium
2009年、PremiumSoftは、NavicatソフトウェアのシリーズであるNavicat Premiumをリリースしました。これは、以前の全てのNavicatバージョンを1つのバージョンに統合し、MySQL、Oracle、PostgreSQLなどの様々なデータベースの種類に同時に接続できるため、ユーザーはクロスデータベース間でデータ移行を行うことができます。Navicat Premiumバージョンは、Windows、Mac OS X、Linuxに対応するクロスプラットフォーム管理もサポートしています。2010年4月に、Navicat Premiumのバージョン 9がリリースされました。Navicat PremiumにSQLiteデータベースの接続が追加され、Navicat Premiumが単一のアプリケーションでMySQL、Oracle、PostgreSQL、およびSQLite に接続できるようになりました。2010年11月に、Microsoft SQL Serverのサポートが追加されました。2011年1月には、SQL Azureが追加されました。2013年11月には、MariaDBのサポートが追加されました。2018年7月、NavicatにMongoDBのサポートが追加され、NoSQLデータベースの管理機能が強化されました。2023年5月、Navicat Premium 16.2にRedisが導入され、ツールのデータベース管理オプションがさらに広がりました。翌2024年5月にはバージョン17がリリースされ、ビジュアルエクスプレイン、データディクショナリ、データプロファイリングなどの新機能が追加されました。2025年3月には、Snowflakeのサポートも統合され、クラウドベースのデータソリューションを管理するための堅牢なツールがユーザーに提供されました。さらに、新しいAI機能が導入され、クエリ作成、データ分析、ワークフローの合理化が強化されました。

### Navicat Data Modeler
Navicat Data ModelerのWindows版は、2012年3月に正式にリリースされました。その後、2012年5月と6月にMac OS X版とLinux版がリリースされました。これは、開発者がMySQL、SQL Server、Oracle、PostgreSQL、SQLiteデータベースのデータモデルを作成するためのスタンドアロン製品です。Navicat Data Modelerを使用すると、ユーザーは、データベース構造を視覚的に設計したり、リバース／フォワードエンジニアリングプロセスを実行したり、ODBCデータソースからのテーブル構造のインポートやSQLファイルの生成、モデルのファイルへの出力などが行えます。2015年6月に、MariaDBデータベースのサポートと、モデル変換や物理/論理/概念モデルタイプ、Navicat Cloudなどのいくつかの機能が追加されました。2024年5月、バージョン4がリリースされました。MongoDBのサポートと、データベースとモデルの同期、モデルワークスペースの比較などのいくつかの機能が追加されました。2025年3月には、Snowflakeのサポートが導入され、データボルト2.0やディメンジョナルモデリング技術を含む新しいモデリング手法も導入されました。

### Navicat iOS
2013年8月、PremiumSoftは新製品のNavicat iOSをリリースしました。これは、iOS用に開発されたデータベース管理ツールで、オブジェクトビューワーとオブジェクトデザイナー、クエリビルダとクエリエディタ、Navicat Cloud、サーバー監視などの機能を備えています。最初のリリースでは、MySQLがサポートされていました。その後、2015年1月にNavicat for PostgreSQLのiOSバージョンがリリースされ、2017年9月にはNavicat for MariaDB iOSバージョンがリリースされました。

### Navicat Cloud
Navicat Cloudは、ユーザーが接続設定、クエリ、集計パイプライン、スニペット、モデルワークスペース、BIワークスペース、バーチャルグループ情報を複数のプラットフォームやデバイスと同期するためのクラウドサービスです。ユーザーは自分のプロジェクトを他のユーザーと共有して、接続設定、クエリ、集計パイプライン、スニペット、モデルワークスペース、BIワークスペース、バーチャルグループ情報に関して共同作業することができます。

### Navicat Monitor
Navicat Monitorは、2018年4月に正式にリリースされました。これは、安全でシンプルなエージェントレスのリモートサーバー監視ツールであり、MySQL、MariaDB、クラウドデータベースの監視をサポートしています。ユーザーは、ウェブブラウザを介してどこからでもNavicat Monitorにアクセスできます。Navicat Monitorの主な機能には、リアルタイムのインスタンスパフォーマンス監視、アラート通知、クエリアナライザー、レプリケーション監視などがあります。
2019年6月、Navicat MonitorはSQL Serverインスタンスの監視をサポートしました。そして、2023年2月にPostgreSQLが追加されました。

### Navicat On-Prem Server
Navicat On-Prem Serverは、Navicatオブジェクト（接続設定、クエリ、集計パイプライン、スニペット、モデルワークスペース、BIワークスペース、バーチャルグループ情報）をユーザーの場所に内部的に保存するためのクラウド環境をホストするオプションを提供するオンプレミスソリューションです。

### Navicat BIとViewer
2021年11月に、Navicat Charts CreatorとNavicat Charts Viewerの2つの新製品がリリースされました。Navicat Charts Creatorは、データベースデータの視覚的表現（チャートとダッシュボード）を作成するためのGUIツールです。Navicat Charts Viewerは、チャートワークスペースファイルを表示するためのツールです。2024年5月、バージョン2がリリースされ、MongoDBとSnowflakeのサポートが追加されました。製品名は、Navicat BIとNavicat BI Viewerに変更されました。

## 機能
Navicatの機能は次のとおりです：
- SSHやHTTPトンネリング
- オブジェクトデザイナー
- ビジュアルクエリビルダ
- コードスニペットとコード補完
- Visual Explain
- AIアシスタント
- データと構造の同期
- データ転送
- データのインポートやエクスポート
- データのバックアップと復元
- BI (チャートとダッシュボード)
- データモデリング
- データプロファイリング
- データ生成
- データディクショナリ
- タスクのスケジュール設定とウィザードのツール

オペレーティングシステムごとに利用できる機能に違いがあります。
Navicatは、Drizzle、OurDelta、PerconaなどのMySQLのフォークとも互換性があります。
Navicatは、Amazon RDS、Amazon Aurora、Amazon Redshift、SQL Azure、Oracle Cloud、Google Cloud、Alibaba Cloudなどのクラウドデータベースをサポートしています。